# Vittorio Marzotto

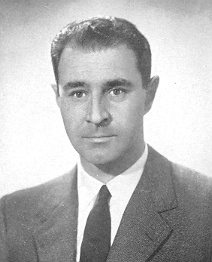
Vittorio Marzotto

Vittorio Emanuele Marzotto (Valdagno, 13 juni 1922 - 4 februari 1999) was een Italiaans autocoureur. Hij was de oudste van vier broers (Paolo, Umberto, Gianni en Vittorio) die autocoureur zijn. Hij nam vanaf 1948 deel aan de Mille Miglia, waar hij in 1950 negende en in 1954 tweede werd. In 1952 won hij ook de Grand Prix van Monaco. In 1952 stond hij ook op de inschrijflijst van een Formule 1-race, de Grand Prix van Frankrijk van dat jaar, waar hij als vervanger voor de Ferrari-coureurs aanwezig was. Alle Ferrari-coureurs startten echter gewoon, waardoor Marzotto zelf niet startte. Hij schreef zich hierna nooit meer in voor een Formule 1-race. Na een zesde plaats in de Giro di Sicilia in 1955 stopte hij met de autosport.